# 39-й зенітний ракетний полк (Україна)
39-й зенітний ракетний полк (39 ЗРП, в/ч А2892) — формування військ протиповітряної оборони у складі Сухопутних військ України чисельністю у полк. Дислокується в місті Володимир. Покликаний замінити розформований 2012 року 59-й зенітний ракетний полк.

## Історія
У червні 2016 року повідомлялося про намір повернути зенітний ракетний полк до Володимира-Волинського, і розмістити його на базі частини №0259, колишнього 59-го зенітного ракетного полку. У вересні міська влада готувала приміщення казарм. Розквартирувати полк планувалося до кінця 2016 року, у грудні.
27 грудня 2016 року полк було сформовано і з листопада та по травень 2017 року він виконував бойові завдання щодо оборони держави на сході України.
26 квітня 2018 року, після піврічної ротації у зоні бойових дій на сході, перший ешелон полку урочисто зустріли на вокзалі Володимира-Волинського.
З початку повномасштабних бойових дій і до 7 грудня 2022 року полк знищив чотири ворожі літаки Су-30, три вертольоти, дві крилатих ракети та понад 230 БПЛА. Загалом формування знешкодило 241 засіб повітряного нападу противника. 
Також було зібрано та відновлено роботу підрозділів РЕБ, які разом з вогневими засобами забезпечили надійне прикриття від повітряних атак підрозділів Сухопутних військ на напрямках Щастя, Сєвєродонецьк, Кремінна, Рубіжне, Попасна, Ізюм, Сіверськ.

## Командування
- полковник Заіченко Костянтин Вікторович

## Символіка
На емблемі полку в червоному щиті зображено срібний хрест з історичного герба Волинської землі, на якому розташовано чорний напнутий лук з чорною стрілою вістрям вгору.

## Втрати
- Нікончук Андрій Валерійович, Солдат, 24 лютого 2022, Герой України (2022, посмертно)
- Мовчан Віталій Анатолійович, Лейтенант, 24 лютого 2022, Герой України (2022, посмертно)